# Joseph Kosuth

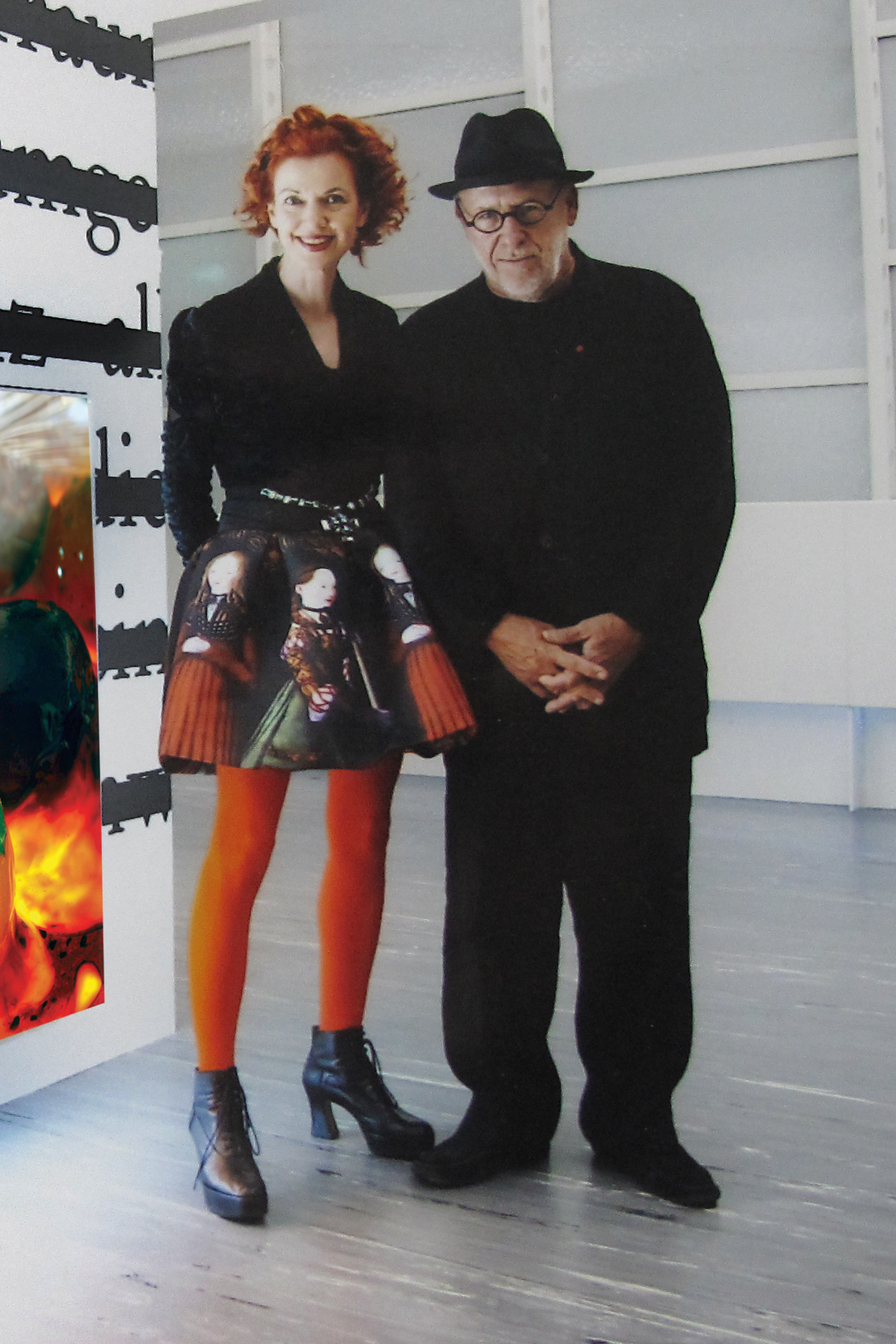
Kosuth mit der Wiener Künstlerin Theres Cassini (2014)

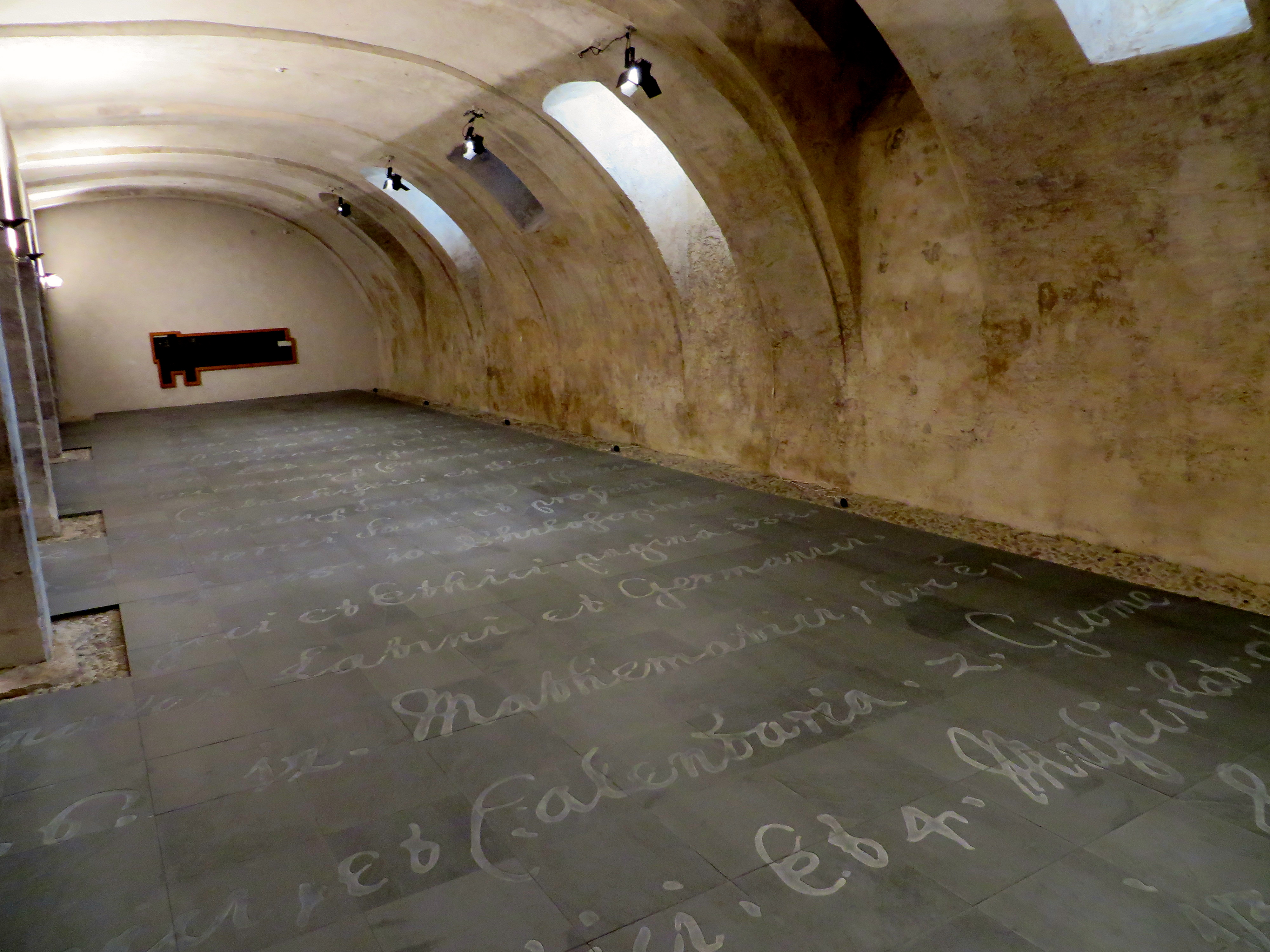
Joseph Kosuth, „Eine verstummte Bibliothek“ im Kunstmuseum Thurgau, Kartause Ittingen

Joseph Kosuth (* 31. Januar 1945 in Toledo, Ohio) ist ein US-amerikanischer Konzeptkünstler.

## Leben und Werk
Kosuth studierte von 1955 bis 1962 an der „Toledo Museum School of Arts“, von 1963 für ein Jahr am „Cleveland Art Institute“ und von 1965 bis 1967 an der School of Visual Arts in New York. Er war Gründer und Leiter des „Museums of Normal Art“. Von 1971 bis 1972 studierte er Anthropologie und Philosophie an der New School for Social Research, New York.
Seit 1969 ist er auch publizistisch tätig. So war er 1969 Mitherausgeber der Zeitschrift „Art & Language“ und arbeitete auch einige Zeit bei der Gruppe Art & Language mit, 1975/77 war er Mitherausgeber von „The Fox“ und 1977 bis 1978 künstlerischer Herausgeber der „Marxistic Perspectives“.
Er ist einer der Hauptvertreter und Begründer der analytischen Richtung der Conceptual Art, d. h., er beschäftigt sich „mit einer Untersuchung der Natur von Kunst“ (Kosuth) und mit den Problemen der sinnlichen Wahrnehmung – der Realität, der Identität und der Definition des Gegenstandes.
Seine Arbeit „One and Three Chairs“ (1965) wurde zu einem Hauptwerk der Konzeptkunst. Im Modus einer künstlerischen Rauminstallation wird die „alltägliche Dreieinigkeit“ von Wort, Bild und Sache eines Stuhls nebeneinander gestellt: „wirklicher“ Stuhl, Foto desselben und Eintrag über ihn in einem Wörterbuch. In der Arbeit Frame – One and Three (Rahmen – eins und drei), in der dem Wort „Frame“ drei verschiedene Zustände entsprechen: links als Objet trouvé ein einfacher Holzrahmen, in der Mitte hängt eine Fotografie des Objektes in Originalgröße, rechts daneben seine verbale Definition. Bei der letzteren handelt es sich um eine fotografische Vergrößerung des Artikels zum Stichwort „Frame“ aus einem Englisch-Deutschen Wörterbuch. Gemeint ist hier nicht mehr der Rahmen als Objekt, gemeint ist der Unterschied dreier verschiedener Formen der Information über einen Gegenstand: ein Beispiel für die „Visualisierung von Denkprozessen“.
Kosuth lebt in New York und lehrt dort seit 1968 an der „School for Visual Arts“. 1991 wurde er als Nachfolger von K. R. H. Sonderborg auf einen Lehrstuhl für Malerei an der Staatlichen Akademie der Bildenden Künste Stuttgart berufen, ein Lehramt, das er nach erfolgreicher Tätigkeit 1997 vorzeitig aufgab, weil die damalige Hochschulleitung seine liberale Auffassung künstlerischen Unterrichtens nicht teilte. Danach lehrte er an der Akademie der Bildenden Künste München (2001–06). Zu seinen Studenten gehören u. a. Claude Horstmann, Michel Majerus, Wawrzyniec Tokarski (Stuttgart) und Jens Semjan (München).
2012 wurde er zum Mitglied der Académie royale des Sciences, des Lettres et des Beaux-Arts de Belgique gewählt.

## Zur Lehre
Seiner Auffassung von Kunst und Kunstlehre gab Joseph Kosuth 1995, damals Professor an der Stuttgarter Kunstakademie, auf stringente Weise Ausdruck:
„Meine Arbeit basiert auf dem Grundgedanken, daß Künstler mit Bedeutung arbeiten und nicht mit Form und Farbe. Bei der Herstellung von Bedeutung (welche ebenso das Auslöschen oder die Aneignung schon bestehender Bedeutung beinhaltet) hat der Künstler die Freiheit, alles zu verwenden, was schon in der Welt vorhanden ist. Es kann keine neuen ‚Formen‘ und ‚Farben‘ geben ohne eine Transformation ihrer Bedeutung für die Lebenden.“
„Meine Lehrtätigkeit operiert daher hauptsächlich mit Fragestellungen. In der Auseinandersetzung mit meinen Studenten betone ich die Frage nach dem ‚warum‘ von Kunst, ohne welche das ‚wie‘ (Handwerk, Technik) sinnlos ist.“
„Traditionelle Formen der Kunst werden als eine historische Quelle betrachtet, aber werden heute im wesentlichen als eine Form von autoritärer Instanz verstanden, die der Arbeit eines Individuums vorsteht und so die Fähigkeit zeitgenössischer Künstler blockiert, eine authentische und persönliche Arbeit zu machen.“

## Ausstellungen (Auswahl)
- 1972: Documenta 5 in Kassel mit dem Projekt „Index 0001“ in der Abteilung Idee + Idee/Licht, zusammen mit den Art & Language-Künstlern Terry Atkinson, David Bainbridge, Ian Burn, Charles Harrison, Harold Hurrell, Mel Ramsden und Michael Baldwin.
- 1973: 17. September bis 14. Oktober, Kunsthalle Tübingen, Joseph Kosuth. Investigationen über Kunst und „Problemkreise“ seit 1965, erste eigene Ausstellung des Künstlers in Deutschland
- 1977: Documenta 6
- 1982: Documenta 7
- 1992: Documenta IX
- 1999: Kunstmuseum Thurgau, Kartause Ittingen. Installation „Eine verstummte Bibliothek“.
- 2007 und 2008: Teilnahme an der Symposiumserie Personal Structures Time-Space-Existence (Projektinitiator: Künstler Rene Rietmeyer)
- 2010: Museum für Moderne Kunst Frankfurt, Beteiligung an der Übersicht unter dem Titel Radical Conceptual.
- 2011: Haus Konstruktiv, Zürich
- 2014: Kunstmuseum Thurgau, Kartause Ittingen, „Das Dasein und die Welt“.

## Retrospektiven
- 1973: Kunsthaus Luzern
- 1981: Staatsgalerie Stuttgart, Kunsthalle Bielefeld

## Ausstellungskataloge
- Joseph Kosuth: Investigationen über die Kunst & „Problemkreise“ seit 1965, 5 Hefte, Kunstmuseum Luzern und Kunsthalle Tübingen, 1973.
- Joseph Kosuth: Beiträge zur konzeptuellen Kunst, Kunsthalle Bremen, 1976.
- Joseph Kosuth: Bedeutung von Bedeutung: Texte und Dokumentationen der Investigationen über Kunst seit 1965 in Auswahl, Staatsgalerie Stuttgart, 1981.
- Exchange of meaning: translation in the work of Joseph Kosuth, Museum van Hedendaagse Kunst, Antwerpen 1989.
- Joseph Kosuth: Kein Ding, Kein Ich, Keine Form, Kein Grundsatz (Sind Sicher), Installation in der Villa Merkel, Esslingen, 1992, ISBN 3-89322-487-4.
- The play of the unmentionable: an installation by Joseph Kosuth at the Brooklyn Museum, 1992, ISBN 0-500-23647-X.
- Joseph Kosuth: Gäste und Fremde: Goethes Italienische Reise, Schirn Kunsthalle Frankfurt, 1999, ISBN 3-87877-800-7.
- Wulf Herzogenrath and Dorothea van der Koelen: Dokumente unserer Zeit XXXIII : Panta Rhei, Chorus – Verlag, Mainz 2005, ISBN 3-926663-33-2

## Interviews
- Charles LeVine, Hg.: Joseph Kosuth, Interviews 1969 - 1989. 15 Gespräche in Englisch. Je nach Auflagenort der Publikation z. T. übersetzt aus Quellen auf Deutsch oder Französisch, sowie aus Italien, Belgien, Dänemark oder Portugal. Patricia Schwarz, Stuttgart 1989, ISBN 3-925911-23-5. Vollständige Bibliographie bis 1989, Kunstdrucktafeln mit Abb.